# Promozione Trentino-Alto Adige 1975-1976
Nella stagione 1975-1976 la Promozione era il quinto livello del calcio italiano (il massimo livello regionale). Qui vi sono le statistiche relative al campionato in Trentino-Alto Adige.
Il campionato è strutturato in vari gironi all'italiana su base regionale, gestiti dai Comitati Regionali di competenza. Promozioni alla categoria superiore e retrocessioni in quella inferiore non erano sempre omogenee; erano quantificate all'inizio del campionato dal Comitato Regionale secondo le direttive stabilite dalla Lega Nazionale Dilettanti, ma flessibili, in relazione al numero delle società retrocesse dal Campionato Interregionale e perciò, a seconda delle varie situazioni regionali, la fine del campionato poteva avere degli spareggi sia di promozione che di retrocessione.

## Squadre partecipanti
| Squadra               | Città                  |
| --------------------- | ---------------------- |
| U.S. Calliano         | Calliano (TN)          |
| S.S. Condinese        | Condino (TN)           |
| U.S. Dolomitica       | Predazzo (TN)          |
| U.S. Gardolo          | Trento (TN)            |
| A.S. Laives / Leifers | Laives (BZ)            |
| S.S. Olivo            | Arco (TN)              |
| U.S. Oltrisarco       | Bolzano (BZ)           |
| U.S. Passirio         | Merano (BZ)            |
| U.S. Rotaliana        | Mezzolombardo (TN)     |
| U.S. Salorno / Salurn | Salorno (BZ)           |
| U.S. Stadium I.S.I.   | Pergine Valsugana (TN) |
| U.S. Termeno / Tramin | Termeno (BZ)           |
| U.S. Varone           | Riva del Garda (TN)    |
| U.S. Volano           | Volano (Italia) (TN)   |
| A.S. Virtus Don Bosco | Bolzano (BZ)           |

## Classifica finale
|  | Pos. | Squadra          | Pt | G  | V  | N  | P  | GF | GS | DR  |
|  | ---- | ---------------- | -- | -- | -- | -- | -- | -- | -- | --- |
|  | 1.   | Rotaliana        | 37 | 28 | 13 | 11 | 4  | 37 | 24 | +13 |
|  | 2.   | Stadium I.S.I.   | 36 | 28 | 12 | 12 | 4  | 31 | 22 | +9  |
|  | 3.   | Termeno / Tramin | 35 | 28 | 12 | 11 | 5  | 41 | 23 | +18 |
|  | 4.   | Passirio         | 34 | 28 | 12 | 10 | 6  | 36 | 26 | +10 |
|  | 5.   | Varone           | 32 | 28 | 11 | 10 | 7  | 41 | 27 | +14 |
|  | 6.   | Dolomitica       | 27 | 28 | 10 | 7  | 11 | 38 | 39 | -1  |
|  | 7.   | Gardolo          | 26 | 28 | 9  | 8  | 11 | 21 | 29 | -8  |
|  | 8.   | Salorno / Salurn | 25 | 28 | 8  | 9  | 11 | 32 | 42 | -10 |
|  | 9.   | Virtus Don Bosco | 25 | 28 | 6  | 13 | 9  | 24 | 27 | -3  |
|  | 10.  | Oltrisarco       | 25 | 28 | 7  | 11 | 10 | 21 | 26 | -5  |
|  | 11.  | Olivo            | 25 | 28 | 7  | 11 | 10 | 29 | 30 | -1  |
|  | 12.  | Condinese        | 25 | 28 | 7  | 11 | 10 | 26 | 33 | -7  |
|  | 13.  | Laives / Leifers | 24 | 28 | 5  | 14 | 9  | 20 | 27 | -7  |
|  | 14.  | Volano           | 24 | 28 | 7  | 10 | 11 | 26 | 34 | -8  |
|  | 15.  | Calliano         | 20 | 28 | 6  | 8  | 14 | 22 | 36 | -14 |

- Rotaliana rinuncia alla promozione.